# Unbreakable Tour
Unbreakable Tour foi a oitava turnê musical do grupo estadunidense Backstreet Boys, realizada em apoio a seu sexto álbum de estúdio Unbreakable (2007). Esta foi a primeira turnê do Backstreet Boys como um quarteto, após a saída de Kevin Richardson do grupo em junho de 2006. A Unbreakable Tour iniciou-se com ingressos esgotados em 16 de fevereiro de 2008, em Tóquio, Japão e foi finalizada em 13 de março de 2009 em Puebla, México, composta por 99 concertos. 

## Desenvolvimento
Através da Unbreakable Tour, o Backstreet Boys planejou realizar concertos em países nos quais, o grupo não visitava há anos, além de visitar novos países, incluindo sua primeira parada na Rússia, Letônia, Lituânia, Estônia e Peru. O concerto a ser realizado em 3 de maio de 2008 em Luxemburgo foi cancelado, após o local sofrer um incêndio na tarde da apresentação, apesar da ocorrência, ninguém feriu-se com gravidade.
Em 23 de novembro de 2008, durante concerto realizado em Los Angeles, Richardson juntou-se ao Backstreet Boys, na última etapa da turnê pelos Estados Unidos.

## Transmissões e gravações
O concerto realizado em 14 de maio de 2008, em Londres, Inglaterra, foi gravado e exibido posteriormente em 26 de junho, através do "Music in Concert" do portal MSN, sob o título de Backstreet Boys Live from London. Em 31 de outubro, sua exibição ocorreu no Reino Unido, pela emissora VH1, tendo sido retiradas as canções solo dos membros, para serem exibidos as canções realizadas como um grupo.	

## Atos de abertura
- Brian McFadden (20–23 de fevereiro de 2008)[4]
- Stanfour (2–8 de abril; 2–4 de maio de 2008)[5]
- E.M.D. (14 de abril de 2008)
- George Nozuka (7–14 de maio de 2008)[6]
- The Drive Home (17–22 de maio de 2008)[7]
- Girlicious (30 de julho-6 de setembro de 2008)[8][9]
- Divine Brown (4–17 de novembro de 2008)[10]
- Kreesha Turner (4–17 de novembro de 2008)[10]
- Donnie Klang (30 de outubro-2 de novembro; 22–23 de novembro de 2008)[11]
- Belanova (25 de fevereiro de 2009)[12]

## Repertório
1. "Larger than Life" (contém elementos de "Eye of the Tiger" e "Stronger")
2. "Everyone"
3. "Any Other Way"
4. "You Can Let Go"
5. "Unmistakable"
6. "I Want It That Way"
7. "She's Like the Sun" (apresentação solo de Howie Dorough)
8. "Show Me the Meaning of Being Lonely"
9. "More than That"
10. "Helpless When She Smiles" (apenas em datas selecionadas)
11. "Spanish Eyes" (em datas selecionadas, substituindo "Helpless When She Smiles")
12. "Trouble Is"
13. "Incomplete"
14. "Drive By Love" (apresentação solo de AJ McLean)
15. "Panic"
16. "I Got You" / "Blow Your Mind" (apresentação solo de Nick Carter; posteriormente apenas "I Got You")
17. "Quit Playing Games (with My Heart)" (contém elementos de "Raspberry Beret")
18. "As Long as You Love Me" (contém elementos de "I'll Be Around")
19. "All I Have to Give"
20. "I'll Never Break Your Heart"
21. "Inconsolable"
22. "Welcome Home (You)" (apresentação solo de Brian Littrell)
23. Apresentação da Banda (contém elementos de "Feel Good Inc." e "Beat It")
24. "The One"
25. "Treat Me Right"
26. "The Call"
27. "Everybody (Backstreet's Back)"

Bis
1. "Shape of My Heart"
2. "Time" (apenas em datas selecionadas)

## Datas da turnê
| Data                       | Cidade                 | País             | Local                                        |
| Ásia                       | Ásia                   | Ásia             | Ásia                                         |
| -------------------------- | ---------------------- | ---------------- | -------------------------------------------- |
| 16 de fevereiro de 2008    | Tóquio                 | Japão            | Tokyo Dome                                   |
| 17 de fevereiro de 2008    | Tóquio                 | Japão            | Tokyo Dome                                   |
| Oceania                    |                        |                  |                                              |
| 20 de fevereiro de 2008    | Brisbane               | Austrália        | Brisbane Entertainment Centre                |
| 22 de fevereiro de 2008    | Sydney                 | Austrália        | Acer Arena                                   |
| 23 de fevereiro de 2008    | Melbourne              | Austrália        | Rod Laver Arena                              |
| Ásia (etapa 2)             |                        |                  |                                              |
| 25 de fevereiro de 2008    | Jacarta                | Indonésia        | JCC Plenary Hall                             |
| 27 de fevereiro de 2008    | Petaling Jaya          | Malásia          | Sunway Lagoon Surf Beach                     |
| 29 de fevereiro de 2008    | Hong Kong              | Hong Kong        | AsiaWorld–Arena                              |
| 2 de março de 2008         | Taipé                  | Taiwan           | Taipei Arena                                 |
| 4 de março de 2008         | Nanquim                | China            | Nanjing Olympic Sports Center Gymnasium      |
| 6 de março de 2008         | Hangzhou               | China            | Yellow Dragon Gymnasium                      |
| 8 de março de 2008         | Seul                   | Coreia do Sul    | Olympic Fencing Gymnasium                    |
| América do Norte           |                        |                  |                                              |
| 12 de março de 2008        | Monterrey              | México           | Arena Monterrey                              |
| 14 de março de 2008        | Puebla                 | México           | Auditorio Siglo XXI                          |
| 15 de março de 2008        | Zapopan                | México           | Auditorio Telmex                             |
| 17 de março de 2008        | Cidade do México       | México           | Auditorio Nacional                           |
| Europa                     |                        |                  |                                              |
| 2 de abril de 2008         | Stuttgart              | Alemanha         | Porsche-Arena                                |
| 3 de abril de 2008         | Munique                | Alemanha         | Olympiahalle                                 |
| 4 de abril de 2008         | Leipzig                | Alemanha         | Arena Leipzig                                |
| 6 de abril de 2008         | Rotterdam              | Países Baixos    | Rotterdam Ahoy Sportpaleis                   |
| 8 de abril de 2008         | Berlim                 | Alemanha         | Max-Schmeling-Halle                          |
| 9 de abril de 2008         | Hamburgo               | Alemanha         | Color Line Arena                             |
| 11 de abril de 2008        | Ballerup               | Dinamarca        | Ballerup Super Arena                         |
| 12 de abril de 2008        | Oslo                   | Noruega          | Oslo Spektrum                                |
| 14 de abril de 2008        | Estocolmo              | Suécia           | Hovet                                        |
| 16 de abril de 2008        | Helsinki               | Finlândia        | Hartwall Arena                               |
| 19 de abril de 2008        | Zurique                | Suíça            | Hallenstadion                                |
| 20 de abril de 2008        | Padua                  | Itália           | Palasport San Lazzaro                        |
| 21 de abril de 2008        | Frankfurt              | Alemanha         | Festhalle Frankfurt                          |
| 23 de abril de 2008        | Madri                  | Espanha          | Palacio de Deportes                          |
| 25 de abril de 2008        | Lisboa                 | Portugal         | Pavilhão Atlântico                           |
| 27 de abril de 2008        | Badalona               | Espanha          | Palau Municipal d'Esports de Badalona        |
| 29 de abril de 2008        | Milão                  | Itália           | DatchForum di Assago                         |
| 30 de abril de 2008        | Roma                   | Itália           | PalaLottomatica                              |
| 2 de maio de 2008          | Paris                  | França           | Zénith de Paris                              |
| 4 de maio de 2008          | Brussels               | Bélgica          | Forest National                              |
| 7 de maio de 2008          | Liverpool              | Inglaterra       | Echo Arena Liverpool                         |
| 8 de maio de 2008          | Birmingham             | Inglaterra       | National Indoor Arena                        |
| 11 de maio de 2008         | Glasgow                | Escócia          | Scottish Exhibition and Conference Centre    |
| 12 de maio de 2008         | Belfast                | Irlanda do Norte | Odyssey Arena                                |
| 14 de maio de 2008         | Londres                | Inglaterra       | The O2 Arena                                 |
| 17 de maio de 2008         | Riga                   | Letônia          | Arena Riga                                   |
| 19 de maio de 2008         | Tallinn                | Estónia          | Saku Suurhall Arena                          |
| 20 de maio de 2008         | Vilnius                | Lituânia         | Siemens Arena                                |
| 21 de maio de 2008         | Moscou                 | Rússia           | Olimpiyskiy                                  |
| 22 de maio de 2008         | Saint Petersburg       | Rússia           | Ice Palace Saint Petersburg                  |
| América do Norte (etapa 2) |                        |                  |                                              |
| 29 de julho de 2008        | São João da Terra Nova | Canadá           | Mile One Stadium                             |
| 30 de julho de 2008        | São João da Terra Nova | Canadá           | Mile One Stadium                             |
| 1 de agosto de 2008        | Moncton                | Canadá           | Moncton Coliseum                             |
| 2 de agosto de 2008        | Halifax                | Canadá           | Halifax Metro Centre                         |
| 4 de agosto de 2008        | Ottawa                 | Canadá           | Scotiabank Place                             |
| 5 de agosto de 2008        | Montreal               | Canadá           | Bell Centre                                  |
| 7 de agosto de 2008        | Toronto                | Canadá           | Molson Amphitheatre                          |
| 8 de agosto de 2008        | Clarkston              | Estados Unidos   | DTE Energy Music Theatre                     |
| 9 de agosto de 2008        | Kettering              | Estados Unidos   | Fraze Pavilion                               |
| 10 de agosto de 2008[A]    | Indianápolis           | Estados Unidos   | Hoosier Lottery Grandstand                   |
| 14 de agosto de 2008       | Uncasville             | Estados Unidos   | Mohegan Sun Arena                            |
| 15 de agosto de 2008       | Atlantic City          | Estados Unidos   | Borgata Events Center                        |
| 16 de agosto de 2008       | Gilford                | Estados Unidos   | Meadowbrook U.S. Cellular Pavilion           |
| 18 de agosto de 2008       | Vienna                 | Estados Unidos   | Filene Center                                |
| 20 de agosto de 2008       | Atlanta                | Estados Unidos   | Chastain Park Amphitheater                   |
| 22 de agosto de 2008       | Bloomington            | Estados Unidos   | U.S. Cellular Coliseum                       |
| 23 de agosto de 2008[B]    | Falcon Heights         | Estados Unidos   | State Fair Grandstand                        |
| 24 de agosto de 2008[C]    | Highland Park          | Estados Unidos   | The Pavilion                                 |
| 26 de agosto de 2008       | Sudbury                | Canadá           | Sudbury Community Arena                      |
| 27 de agosto de 2008       | Sault Ste. Marie       | Canadá           | Steelback Centre                             |
| 30 de agosto de 2008       | Regina                 | Canadá           | Brandt Centre                                |
| 31 de agosto de 2008       | Edmonton               | Canadá           | Rexall Place                                 |
| 2 de setembro de 2008      | Calgary                | Canadá           | Pengrowth Saddledome                         |
| 4 de setembro de 2008      | Vancouver              | Canadá           | General Motors Place                         |
| 5 de setembro de 2008      | Victoria               | Canadá           | Save-On-Foods Memorial Centre                |
| 6 de setembro de 2008      | Redmond                | Estados Unidos   | Marymoor Park Concert Venue                  |
| América do Norte (etapa 3) |                        |                  |                                              |
| 30 de outubro de 2008      | Reading                | Estados Unidos   | Reading Eagle Theater                        |
| 31 de outubro de 2008      | Montclair              | Estados Unidos   | Wellmont Theatre                             |
| 1 de novembro de 2008      | Wilkes-Barre           | Estados Unidos   | Wachovia Arena                               |
| 2 de novembro de 2008      | Wallingford            | Estados Unidos   | Chevrolet Theatre                            |
| 4 de novembro de 2008      | Quebec                 | Canadá           | Pavillon de la Jeunesse                      |
| 5 de novembro de 2008      | Saguenay               | Canadá           | Centre Georges-Vézina                        |
| 6 de novembro de 2008      | Sherbrooke             | Canadá           | Palais des Sports                            |
| 8 de novembro de 2008      | London                 | Canadá           | John Labatt Centre                           |
| 9 de novembro de 2008      | Hamilton               | Canadá           | Copps Coliseum                               |
| 12 de novembro de 2008     | Winnipeg               | Canadá           | MTS Centre                                   |
| 13 de novembro de 2008     | Saskatoon              | Canadá           | Credit Union Centre                          |
| 15 de novembro de 2008     | Grande Prairie         | Canadá           | Canada Games Arena                           |
| 16 de novembro de 2008     | Prince George          | Canadá           | CN Centre                                    |
| 17 de novembro de 2008     | Kamloops               | Canadá           | Interior Savings Centre                      |
| 22 de novembro de 2008     | Las Vegas              | Estados Unidos   | Pearl Concert Theater                        |
| 23 de novembro de 2008     | Los Angeles            | Estados Unidos   | Hollywood Palladium                          |
| América do Sul             |                        |                  |                                              |
| 21 de fevereiro de 2009    | San Juan               | Porto Rico       | Coliseo José Miguel Agrelot                  |
| 25 de fevereiro de 20094   | Lima                   | Peru             | Explanada del Estadio Monumental             |
| 27 de fevereiro de 2009    | Caracas                | Venezuela        | Terraza del Centro Comercial Ciudad Tamanaco |
| 1 de março de 2009         | Santiago               | Chile            | Movistar Arena                               |
| 3 de março de 2009         | Buenos Aires           | Argentina        | Luna Park                                    |
| 5 de março de 2009         | São Paulo              | Brasil           | Estacionamento do Credicard Hall             |
| 7 de março de 2009         | Rio de Janeiro         | Brasil           | Citibank Hall                                |
| América do Norte (etapa 4) |                        |                  |                                              |
| 9 de março de 2009         | Monterrey              | México           | Arena Monterrey                              |
| 10 de março de 2009        | Torreón                | México           | Coliseo Centenario                           |
| 12 de março de 2009        | Cidade do México       | México           | Auditorio Nacional                           |
| 13 de março de 2009        | Puebla                 | México           | Auditorio Siglo XXI                          |

Festivais e outros concertos diversos
A Este concerto faz parte da feira Indiana State Fair
B Este concerto faz parte da feira Minnesota State Fair
C Este concerto faz parte do Ravinia Festival
Cancelamentos e concertos remarcados
| 25 de fevereiro de 2008 | Jacarta, Indonésia            | The Ritz-Carlton Grand Ballroom      | Movido para o JCC Plenary Hall                 |
| 2 de março de 2008      | Taipé, Taiwan                 | TWTC Nangang Exhibition Hall         | Movido para Taipei Arena                       |
| 6 de março de 2008      | Guangzhou, China              | Guangzhou Gymnasium                  | Cancelado                                      |
| 8 de março de 2008      | Seul, Coreia do Sul           | Jangchung Gymnasium                  | Movido para Olympic Fencing Gymnasium          |
| 3 de maio de 2008       | Esch-sur-Alzette, Luxemburgo  | Rockhal                              | Cancelado                                      |
| 13 de junho de 2008     | Noroeste, África do Sul       | Sun City Superbowl                   | Cancelado                                      |
| 14 de junho de 2008     | Noroeste, África do Sul       | Sun City Superbowl                   | Cancelado                                      |
| 15 de junho de 2008     | Noroeste, África do Sul       | Sun City Superbowl                   | Cancelado                                      |
| 17 de junho de 2008     | Cidade do Cabo, África do Sul | Grand Arena at the GrandWest Casino  | Cancelado                                      |
| 12 de agosto de 2008    | Elizabeth, Estados Unidos     | The Outdoor Arena at Caesars Indiana | Cancelado                                      |
| 18 de novembro de 2008  | Nampa, Estados Unidos         | Idaho Center Arena                   | Cancelado                                      |
| 21 de novembro de 2008  | Phoenix, Estados Unidos       | Dodge Theatre                        | Cancelado                                      |
| 5 de março de 2009      | São Paulo, Brasil             | ExpoCenter Transamérica              | Movido para o Estacionamento do Credicard Hall |

### Faturamento
| Local                            | Cidade         | Ingressos vendidos / Disponíveis | Receita    |
| -------------------------------- | -------------- | -------------------------------- | ---------- |
| Mile One Stadium                 | St. John's     | 9,562 / 10,624 (90%)             | $580,640   |
| Moncton Coliseum                 | Moncton        | 4,122 / 4,580 (90%)              | $245,102   |
| Halifax Metro Centre             | Halifax        | 4,703 / 5,225 (89%)              | $295,426   |
| Scotiabank Place                 | Ottawa         | 6,025 / 6,025 (100%)             | $374,728   |
| Molson Amphitheatre              | Toronto        | 13,453 / 13,453 (100%)           | $605,374   |
| Chastain Park Amphitheater       | Atlanta        | 3,622 / 6,700 (54%)              | $185,888   |
| Brandt Centre                    | Regina         | 4,340 / 4,840 (89%)              | $226,677   |
| Rexall Place                     | Edmonton       | 8,596 / 8,941 (96%)              | $504,168   |
| Pengrowth Saddledome             | Calgary        | 7,924 / 9,874 (80%)              | $459,297   |
| Save-On-Foods Memorial Centre    | Victoria       | 5,044 / 5,044 (100%)             | $302,259   |
| Marymoor Park Concert Venue      | Redmond        | 2,415 / 4,504 (53%)              | $108,713   |
| Wachovia Arena                   | Wilkes-Barre   | 2,695 / 5,644 (48%)              | $130,132   |
| Hollywood Palladium              | Los Angeles    | 4,002 / 4,002 (100%)             | $159,537   |
| José Miguel Agrelot Coliseum     | San Juan       | 2,400 / 4,363 (55%)              | $192,693   |
| Luna Park                        | Buenos Aires   | 5,799 / 6,195 (94%)              | $224,986   |
| Estacionamento do Credicard Hall | São Paulo      | 8,198 / 14,000 (58%)             | $480,796   |
| Citibank Hall                    | Rio de Janeiro | 6,680 / 8,432 (79%)              | $374,367   |
| Arena Monterrey                  | Monterrey      | 9,370 / 9,683 (97%)              | $380,716   |
| Total                            | Total          | 108,950 / 132,129 (82%)          | $5,831,499 |